# Aphodius bonnairei
Aphodius bonnairei es una especie de coleóptero de la familia Scarabaeidae.

## Distribución geográfica
Habita en el paleártico: la Europa mediterránea (Francia y España) y el Magreb.